# Bruno Bosteels
 (décembre 2024).
Si vous disposez d'ouvrages ou d'articles de référence ou si vous connaissez des sites web de qualité traitant du thème abordé ici, merci de compléter l'article en donnant les références utiles à sa vérifiabilité et en les liant à la section « Notes et références ».
Bruno Bosteels (né en 1967 à Louvain en Belgique) est un philologue belge.

## Éléments biographiques
Après des études en philologie romane dans sa ville natale, il part pour les États-Unis, où il fait son doctorat à l’université de Pennsylvanie.
En 1994, il commence à enseigner à l’université Harvard et en 2000 à l’université Columbia à New York. Depuis 2003, il est professeur de littérature latino-américaine et comparée à l’université Cornell.

## Œuvres
Il a publié Badiou o el recomienzo del materialismo dialéctico. Certains de ses travaux portent sur Karl Marx et Sigmund Freud en Amérique latine, sur Jorge Luis Borges, ou encore sur la littérature et l’anti-philosophie.
Il a traduit et introduit La Théorie du sujet d'Alain Badiou en anglais pour Continuum.
Il est également l'auteur de Alain Badiou, une trajectoire polémique, La fabrique, 2009.